# Königshofen an der Kahl
Königshofen an der Kahl (amtlich: Königshofen a.d.Kahl) ist ein Gemeindeteil des Marktes Mömbris im unterfränkischen Landkreis Aschaffenburg in Bayern.

## Geographie

Gemeindeteil und Gemarkung Königshofen an der Kahl

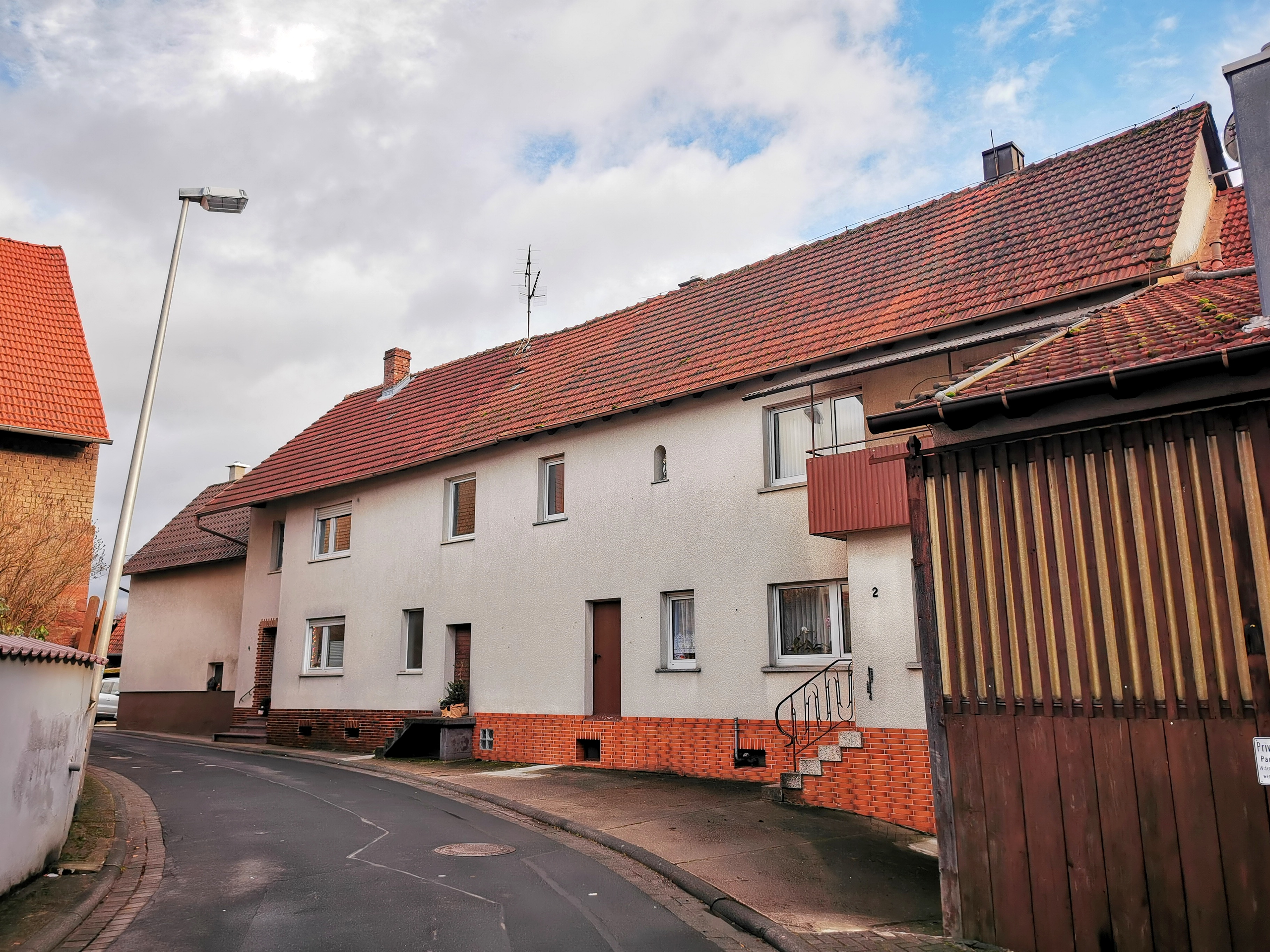
Die ehem. Gebäude der Geisenhof-Mühle

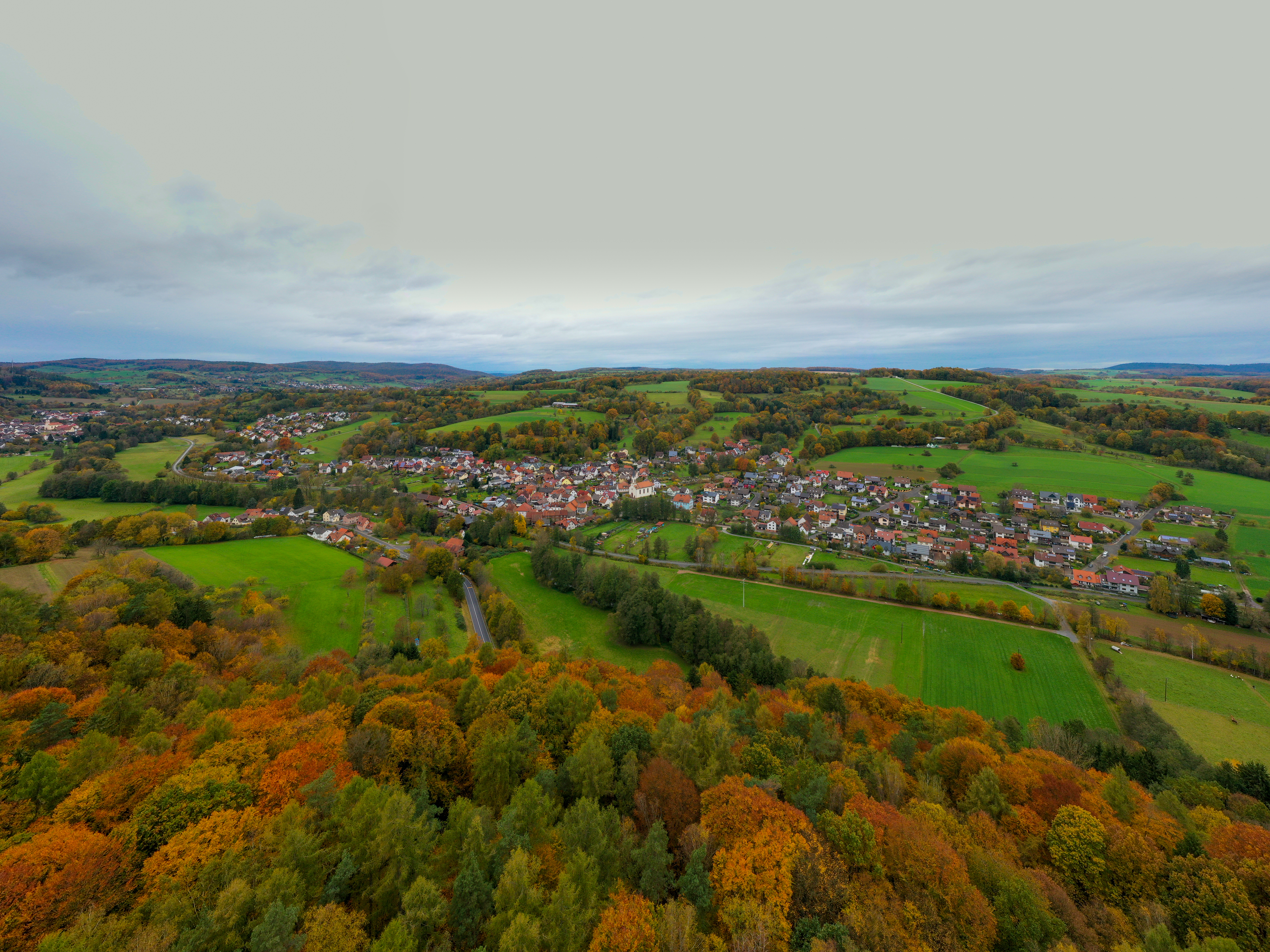
Blick auf Königshofen an der Kahl (2023)

Das Kirchdorf liegt am Rande des Spessarts an der Kahl, im mittleren Kahlgrund zwischen Schimborn und Blankenbach. Im Südwesten grenzt Königshofen an den Weiler Hauhof, mit dem es baulich zusammengewachsen ist. Auf der gegenüberliegenden Talseite befindet sich das Dorf Kaltenberg. Beide Orte liegen auf der Gemarkung von Schimborn. Nahe der Grenze zu Blankenbach befindet sich auf der Gemarkung Königshofen der Weiler Flederichsmühle. Dort zweigt von der Kahl der Mühlbach ab, der entlang der Geisenhöfer Straße durch den Ort fließt. Er wurde früher zum Betreiben der Geisenhof-Mühle genutzt. Nördlich von Königshofen liegt Krombach.
Der topographisch höchste Punkt der Dorfgemarkung, die zugleich etwa dem Gebiet der Altgemeinde Königshofen entspricht, befindet sich am Hasselberg, in der Nähe des Krombacher Sportplatzes mit 315 m ü. NHN (Lage), der niedrigste liegt an der Kahl auf 178 m ü. NHN (Lage). Der Nördlichste und westlichste Punkt der Dorfgemarkung befinden sich im Tal des Sterzenbaches, der südlichste liegt an der Mündung des Haselgrabens in die Kahl. Im Osten reicht die Gemarkung bis kurz vor Kleinblankenbach.
Durch den Ort verlaufen die Bahnstrecke der Kahlgrundbahn, der Fränkische Marienweg und der Kahltal-Spessart-Radweg.

### Nachbargemarkungen
Folgende Gemarkungen grenzen an das Ortsgebiet von Königshofen:
|           | Krombach                                    |                                  |
|           | Kompassrose, die auf Nachbargemeinden zeigt | Großblankenbach                  |
| Schimborn | Schimborn (mit Kaltenberg)                  | Kleinblankenbach (mit Erlenbach) |

## Name

### Etymologie
Der Name Königshofen besteht aus den althochdeutschen Wörtern cuning und hof. Es bedeutet königlicher Fiskalhof. Im Kahlgründer Dialekt wird der Ort „Kinnshoofe“ oder „Könnshoofe“ genannt.

### Frühere Schreibweisen
Frühere Schreibweisen des Ortes aus diversen historischen Karten und Urkunden:
- 1190 Cunigishoven
- 1267 Cungeshova
- 1562 Königshof

## Geschichte
Königshofen wurde um 1190 als Cunigishoven erstmals schriftlich erwähnt.
Die Gemeinde Königshofen an der Kahl gehörte zum Bezirksamt Alzenau, das am 1. Juli 1862 gebildet wurde. Dieses wurde am 1. Januar 1939 zum Landkreis Alzenau in Unterfranken.
Am 1. Januar 1972 wurde die bis dahin selbstständige Gemeinde nach Schimborn eingemeindet. Die Gemeinde Schimborn wurde am 1. Mai 1978 aufgelöst. Seitdem gehören sowohl Schimborn als auch Königshofen zum Markt Mömbris.

## Blitzeinschlag
Bei einem Gewitter am 29. März 1927 schlug der Blitz um 15:45 Uhr in die Königshofener Wendelinuskirche ein, ohne zu zünden. Der mit Schiefer gedeckte Turm wurde heruntergeschleudert, und die Turmspitze bohrte sich in die Erde. Die Turmmauer zerriss und stürzte zum Teil ein. Das noch stehende Mauerwerk drückte sich heraus und drohte, auch einzustürzen. Die Orgel, die Stiege zur Empore und die starken Eckpfosten, die die Orgel stützten, wurden zerstört. Sämtliche Fenster, meist aus buntem Glas, wurden samt der Verbleiung herausgeschleudert. Wahrscheinlich hatte in der Kirche eine Explosion stattgefunden. Die Dächer der Nachbarhäuser wurden noch in 70 Metern Entfernung durch weggeschleudertes Gestein beschädigt. Kurz nach dem Einschlag sah man einen Feuerschein und Rauchwolken, die aber gleich wieder verschwanden.

## Ehrenbürger
- Seit 7. September 1973 Georg Schuhmacher (26 Jahre Bürgermeister von Königshofen an der Kahl)

## Vereine
- Im Jahre 1978 schlossen sich die Vereine KSC Mömbris und SV Königshofen zur Ringerwettkampfgemeinschaft Mömbris-Königshofen zusammen. Das Bergheim in Königshofen dient als Vereinsheim.